# Michael Gernandt
Michael Gernandt (* 17. Januar 1939) ist ein ehemaliger deutscher Sprinter und heutiger Sportjournalist.

## Leben und Wirken
Gernandt begann als Sprinter seine sportliche Laufbahn. Ende der 1950er-Jahre war er mehrmals deutscher Junioren-, Württemberg- und Bayernmeister. 1960 gehört er als amtierender deutscher Junioren-Meister und -Europarekordhalter über 100 Meter mit einer Zeit von 10,4 Sekunden zum Kader für die Olympischen Sommerspiele 1960 in Rom. Geplant war er dabei auch für einen Start im Staffelrennen. Kurze Zeit vor den Spielen zog er sich einen Muskelbündelriss zu und konnte nicht zu den Spielen reisen. Bei den Deutschen Meisterschaften 1960 in Berlin gewann er mit der Staffel des TSV 1860 München, zu der auch Eduard Feneberg, Martin Reichert und Hans Oesterlein gehörten, die Bronzemedaille über 4-mal 100 Meter. Nachdem er in der Folge nicht mehr zurück zu alten Leistungen gefunden hatte, widmete er sich dem Journalismus. 1961 begann er seine Tätigkeit in der Sportredaktion der Süddeutschen Zeitung. Er berichtete dabei vorrangig über Leichtathletik. Im gleichen Jahr verpasste er mit der Staffel bei den Deutschen Meisterschaften in Düsseldorf als Vierter nur knapp eine weitere nationale Medaille. Zwanzig Jahre später 1981 wurde er Ressortleiter. Dieses Amt hatte er bis 2002 inne als ihm Ludger Schulze nachfolgte. Unter ihm lernten bekannte und mit Preisen ausgezeichnete Journalisten wie Axel Hacke und Holger Gertz.
Er veröffentlichte zudem Bücher über die Leichtathletik bzw. war an deren Entstehen beteiligt. Er war verheiratet mit der 2021 verstorbenen ehemaligen Speerwerferin Erika Strößenreuther. Gernandt hat drei Enkelkinder, wobei die Zwillinge Paula und Quirin aktiv Hockey spielen und Quirin 2018 Bayrischer Meister wurde. Gernandt ist Mitglied im Verein Sportler für Organspende.

## Veröffentlichungen (Auswahl)
- Michael Gernandt, Robert Hartmann: Könige der Leichtathletik. Copress, München 1977, ISBN 978-3-7679-0117-9.
- Michael Gernandt: Leichtathletik – Olympische Spiele 1984. Copress, München 1984, ISBN 978-3-7679-0226-8.
- Michael Gernandt; Robert Hartmann: Leichtathletik Europameisterschaften 1986. Copress, München 1986, ISBN 978-3-7679-0256-5.
- Michael Gernandt; Robert Hartmann: Leichtathletik WM Rom 1987, Copress, München 1987, ISBN 978-3-7679-0275-6.